# Николас, Дрю
Эндрю Лоуренс «Дрю» Николас (англ. Andrew Lawrence "Drew" Nicholas; родился 17 мая 1981 года в Хемпстеде, штат Нью-Йорк, США) — американский профессиональный баскетболист, завершивший карьеру. Играл на позиции атакующего защитника. В Евролиге в сезоне 2005/2006 стал самым результативным игроком, забивая в среднем 18,4 очка за матч, и выиграл Приз имени Альфонсо Форда.

## Карьера

### Старшая школа и университет
В старшей школе в период с 1995 по 1999 годы играл за команду Лонг-Айлендской лютеранской средней и старшей школы (Нью-Йорк). В 1999—2003 гг. играл за команду «Мэриленд Террапинс» Мэрилендского университета (Колледж-Парк).

### Профессиональная карьера
В 2003 году подписал контракт с командой «Фабриано Баскет» из второго дивизиона чемпионата Италии (Серия B), по итогам сезона стал самым результативным игроком Второго дивизиона с результатом в среднем 27,1 очков за игру. В следующем сезоне перешёл в команду «Ливорно» (Серия A) и здесь также стал самым результативным игроком (22,8 за игру). В этом же году подписал контракт до конца сезона с испанской командой «Тау Керамика». В сезоне 2005—2006 гг. вернулся в чемпионат Италии, подписав контракт с «Бенеттоном», и стал в составе клуба самым результативным игроком Евролиги. В 2006—2007 гг. перешёл в турецкий клуб «Эфес Пилсен».
24 июня 2008 года подписал двухлетний контракт с «Панатинаикосом». В составе греческого клуба дважды выигрывал Евролигу, становился чемпионом Греции и обладателем Кубка Греции. В июне 2011 года подписал контракт с итальянским «Милан», однако в январе 2012 года клуб расторг контракт.
13 июня 2012 года в статусе свободного агента подписал контракт с ПБК ЦСКА по схеме «1+1». Контракт с ЦСКА был расторгнут по взаимному согласию сторон 23 ноября 2012 г. В составе команды провёл 9 официальных игр.

### После завершения игровой карьеры
После завершения своей игровой карьеры Николас стал баскетбольным аналитиком и спортивным комментатором. В 2016 году он присоединился к команде «Миннесота Тимбервулвз» в качестве скаута. Затем он занимал аналогичные должности в командах «Филадельфия Севенти Сиксерс» и «Бостон Селтикс». С 2022 по 2024 год Николас занимал должность главы скаутской службы в команде «Денвер Наггетс». В сезоне 2024/25 работал в качестве скаута в «Бруклин Нетс». С июля 2025 года занимает должность исполнительного директора по игровому персоналу «Бостона».

## Достижения

### Командные достижения
- Чемпион Евролиги: 2008/09, 2010/11
- Чемпион Греции: 2008/09, 2009/10, 2010/11
- Обладатель Кубка Греции: 2008/09
- Обладатель Кубка Турции: 2006/07
- Чемпион Италии: 2005/06

### Личные достижения
- Участник Матчей всех звезд Греции: 2009, 2010, 2011
- Обладатель приза имени Альфонсо Форда: 2005/06
- Самый результативный игрок чемпионата Италии: 2004/05
- Самый результативный игрок Второго дивизиона чемпионата Италии: 2003/04